# Fruktoza-6-fosfatna fosfoketolaza
Fruktoza-6-fosfatna fosfoketolaza (EC 4.1.2.22, D-fruktoza-6-fosfat -eritroza-4-fosfat-lijaza (fosfatna acetilacija)) je enzim sa sistematskim imenom D-fruktoza-6-fosfat -eritroza-4-fosfat-lijaza (formira adding fosfat; acetil-fosfat). Ovaj enzim katalizuje sledeću hemijsku reakciju
-fruktoza 6-fosfat + fosfat {\displaystyle \rightleftharpoons } acetil fosfat + D-eritroza 4-fosfat + 2O
Ovaj enzim takođe deluje na D-ksiluloza 5-fosfat.

## Literatura
- Nicholas C. Price; Lewis Stevens (1999). Fundamentals of Enzymology: The Cell and Molecular Biology of Catalytic Proteins (Third изд.). USA: Oxford University Press. ISBN 019850229X.
- Eric J. Toone (2006). Advances in Enzymology and Related Areas of Molecular Biology, Protein Evolution (Volume 75 изд.). Wiley-Interscience. ISBN 0471205036.
- Branden C; Tooze J. Introduction to Protein Structure. New York, NY: Garland Publishing. ISBN 0-8153-2305-0.
- Irwin H. Segel. Enzyme Kinetics: Behavior and Analysis of Rapid Equilibrium and Steady-State Enzyme Systems (Book 44 изд.). Wiley Classics Library. ISBN 0471303097.

## Spoljašnje veze
- Fructose-6-phosphate+phosphoketolase на 